# لورن بوچارد
 لورن بوچارد (انگلیسی: Loren Bouchard؛ زادهٔ ۱۰ اکتبر ۱۹۶۹) یک فیلم‌نامه‌نویس، صداپیشه، و کارگردان تلویزیونی، تهیه کننده، اهل ایالات متحده آمریکا است. وی از سال ۱۹۹۵ میلادی تاکنون مشغول فعالیت بوده‌است.